# Hexaresta formosa
Hexaresta formosa är en tvåvingeart som först beskrevs av Malloch 1939.  Hexaresta formosa ingår i släktet Hexaresta och familjen borrflugor. Inga underarter finns listade i Catalogue of Life.